# Пута (приток Печори)
Пута — річка в Росії, протікає територією Усть-Цілемського району Комі. Гирло лежить за 377 км по лівому березі річки Печори. Довжина річки становить 137 км, площа водозбірного басейну 850 км.

## Притоки(км від гирла)
- 23 км: Сітків (права)
- 41 км: річка без назви (ліва)
- 47 км: Міхіна Рассоха (ліва)
- 50 км: Клеванов (права)
- Боровий (ліва)
- Верхній (ліва)
- Велика Розсоха Східна (права)
- 107 км: Мала Розсоха Східна (права)
- 118 км: Північна Пута (права)

## Дані водного реєстру
За даними державного водного реєстру Росії відноситься до Двінсько-Печорського басейнового округу, водогосподарська ділянка річки — Печора від водомірного посту Усть-Цильма і до гирла, річковий підбасейн річки — басейни приток Печори нижче впадання Вуса. Річковий басейн річки — Печора.
Код об'єкта в державному водному реєстрі — 03050300212103000080734.